# Bernard Casoni
Bernard Casoni (Cannes, 4 september 1961) is een Frans voetbaltrainer, die zelf eveneens actief was als profvoetballer. Hij was bijna twee jaar (2012-2014) trainer-coach van AJ Auxerre, waar hij werd opgevolgd door Jean-Luc Vannuchi. Casoni speelde dertig interlands voor Frankrijk.

## Erelijst
Olympique Marseille
- Ligue 1

1991, 1992
- UEFA Champions League

1993
- Ligue 2

1995